# Илија Јанковић
Илија (Митровић) Јанковић (Жегар, Обровац, прва половина 17. вијека - Задар, јануар 1694) је био вођа српских ускочких устанака.
Јанковић се прозвао по оцу Јанку Митровићу. Брат је Стојана и Завише Јанковића. Доселио се са оцем и браћом из Жегара, бежечи од турске власти, у део Далмације под млетачком влашћу, у Будин код Поседарја. Нешто касније, Млечани су, у циљу одржавања добрих односа са Турцима и договорно са њима, бранили нова досељавања Срба са турског на своја ненасељена подручја. То је повећало и иначе велико незадовољство код народа, па долази до побуна ускока и српског народа на млетачким и турским територијама Даламције и Приморја. 
На челу тих буна био је Илија Јанковић. Иако усмерене против Турака, буне су јако забрињавале Венецију, плашећи се да јој не покваре односе с Турцима. Венецијански провидур је зато 1683. године позвао старешине и народ, да ухвате Илију живог или мртвог. Послао је у интернацију његову браћу Стојана и Завишу, уцјењујући га тиме. Међутим, котарски ускоци отказују послушност Млецима, а Илија задобија уз себе и сењске ускоке. Турци из страха пред устанком, у паници напуштају нека мјеста у Равним Котарима, односно Буковици. Илија је тамо уживао велико поверење народа. 
Млеци су неколико пута мењали свој однос према њему. Страхујући од његовог угледа, после устанка и пораза Турака код Беча (1683) и стварања Свете лиге (1684), постају му наклоњени. На крају, уз дозволу Венеције, постаје капетан коњаника, што се сматрало великим признањем. Преселио се у Задар, али је и даље у повременим сукобима са влашћу. Према млетачком саопштењу, умро је природном смрћу, али то саопштење оставља велику сумњу у истиност тога навода.

## Извори
1. ↑  Radojčić, Jovan S. (2009), Srbi zapadno od Dunava i Drine: biografije. 2: I - O, Prometej, ISBN 978-86-515-0316-3